# Бар (Тарн)
Бар (фр. и окс. Barre) — коммуна во Франции, находится в регионе Юг — Пиренеи. Департамент — Тарн. Входит в состав кантона От-Тер-д’Ок. Округ коммуны — Кастр.
Код INSEE коммуны — 81023.

## География

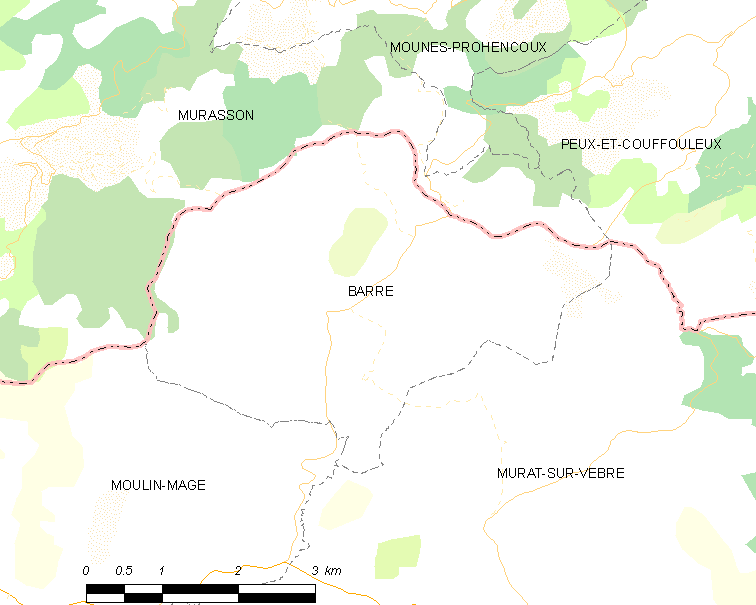
Карта коммуны

Коммуна расположена приблизительно в 570 км к югу от Парижа, в 115 км восточнее Тулузы, в 60 км к востоку от Альби.

## Климат
Климат умеренно-океанический. Зима мягкая и дождливая, лето жаркое с частыми грозами. Ветры довольно редки.

## Население
Население коммуны на 2010 год составляло 211 человек.
| 1962 | 1968 | 1975 | 1982 | 1990 | 1999 | 2010 |
| ---- | ---- | ---- | ---- | ---- | ---- | ---- |
| 362  | 384  | 369  | 286  | 257  | 217  | 211  |

## Администрация
| Период | Период | Фамилия        | Партия | Примечания |
| ------ | ------ | -------------- | ------ | ---------- |
| 2001   | 2008   | Габриэль Рулан |        |            |
| 2014   | 2020   | Клод Анина     |        |            |

## Экономика
В 2007 году среди 112 человек в трудоспособном возрасте (15—64 лет) 84 были экономически активными, 28 — неактивными (показатель активности — 75,0 %, в 1999 году было 71,4 %). Из 84 активных работали 77 человек (45 мужчин и 32 женщины), безработных было 7 (2 мужчин и 5 женщин). Среди 28 неактивных 8 человек были учениками или студентами, 14 — пенсионерами, 6 были неактивными по другим причинам.

## Достопримечательности
- Статуя-менгир Кантуль
- Церковь Нотр-Дам
- Церковь Сен-Джозеф
- Замок Го

## Фотогалерея

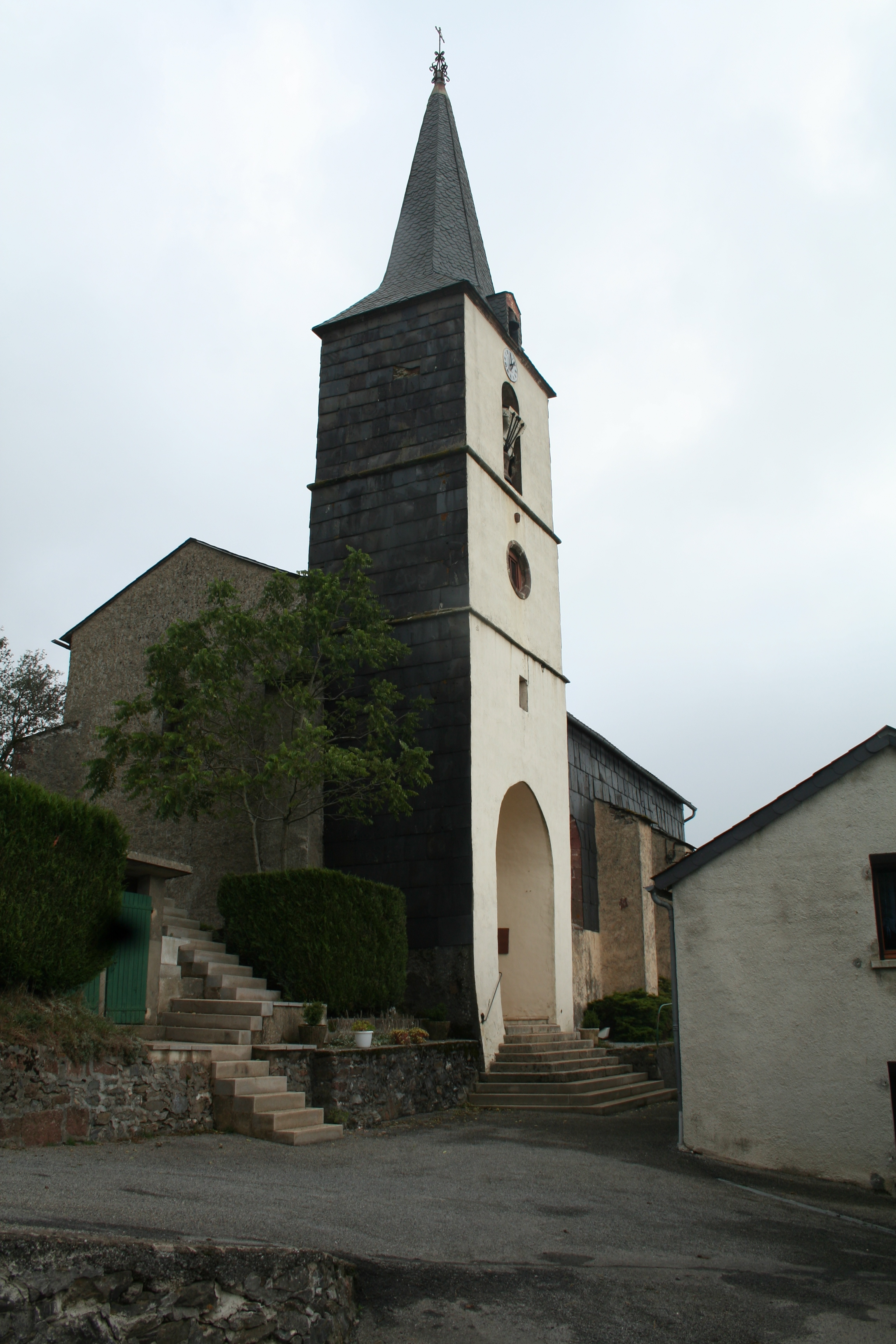
Церковь Нотр-Дам
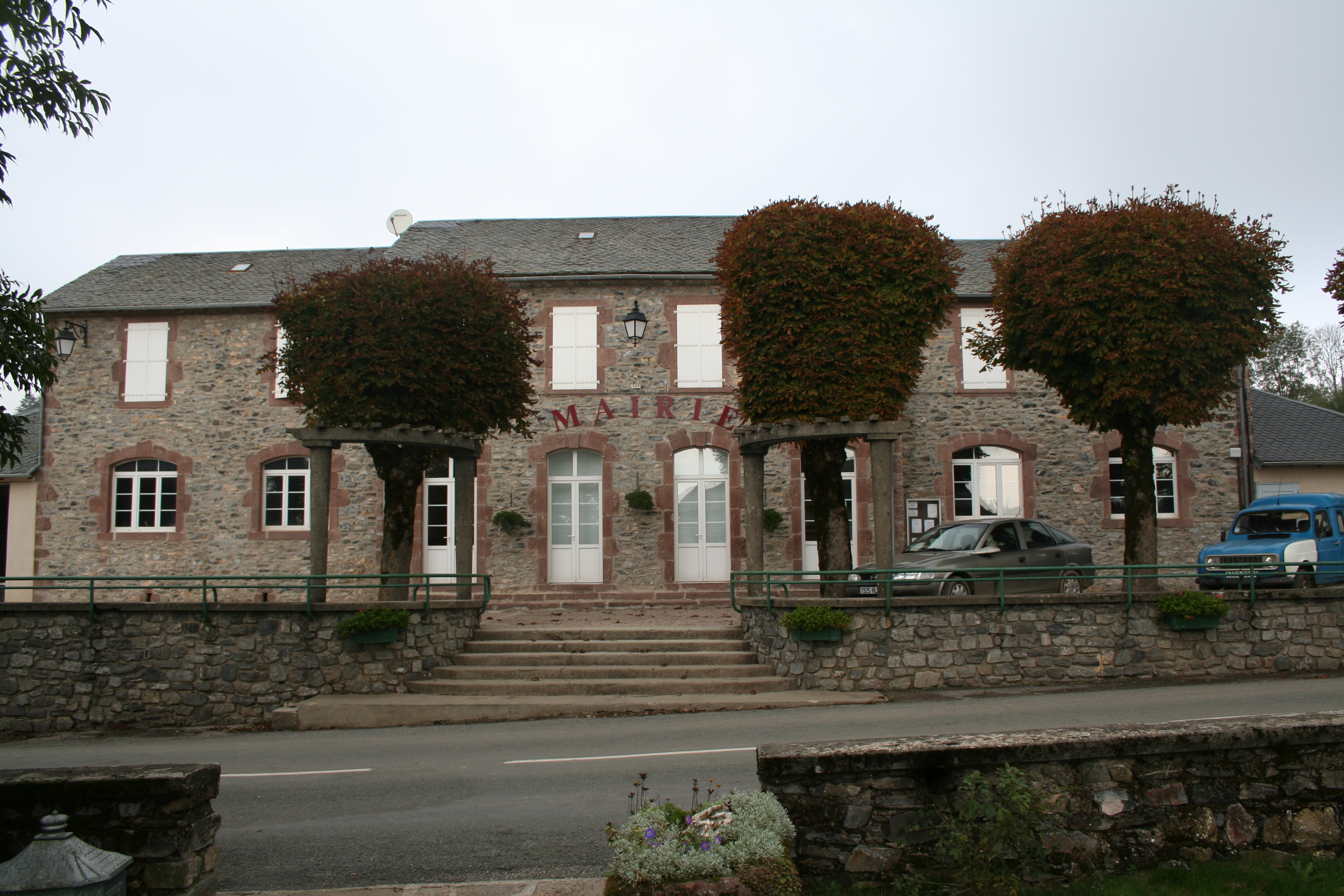
Мэрия и школа
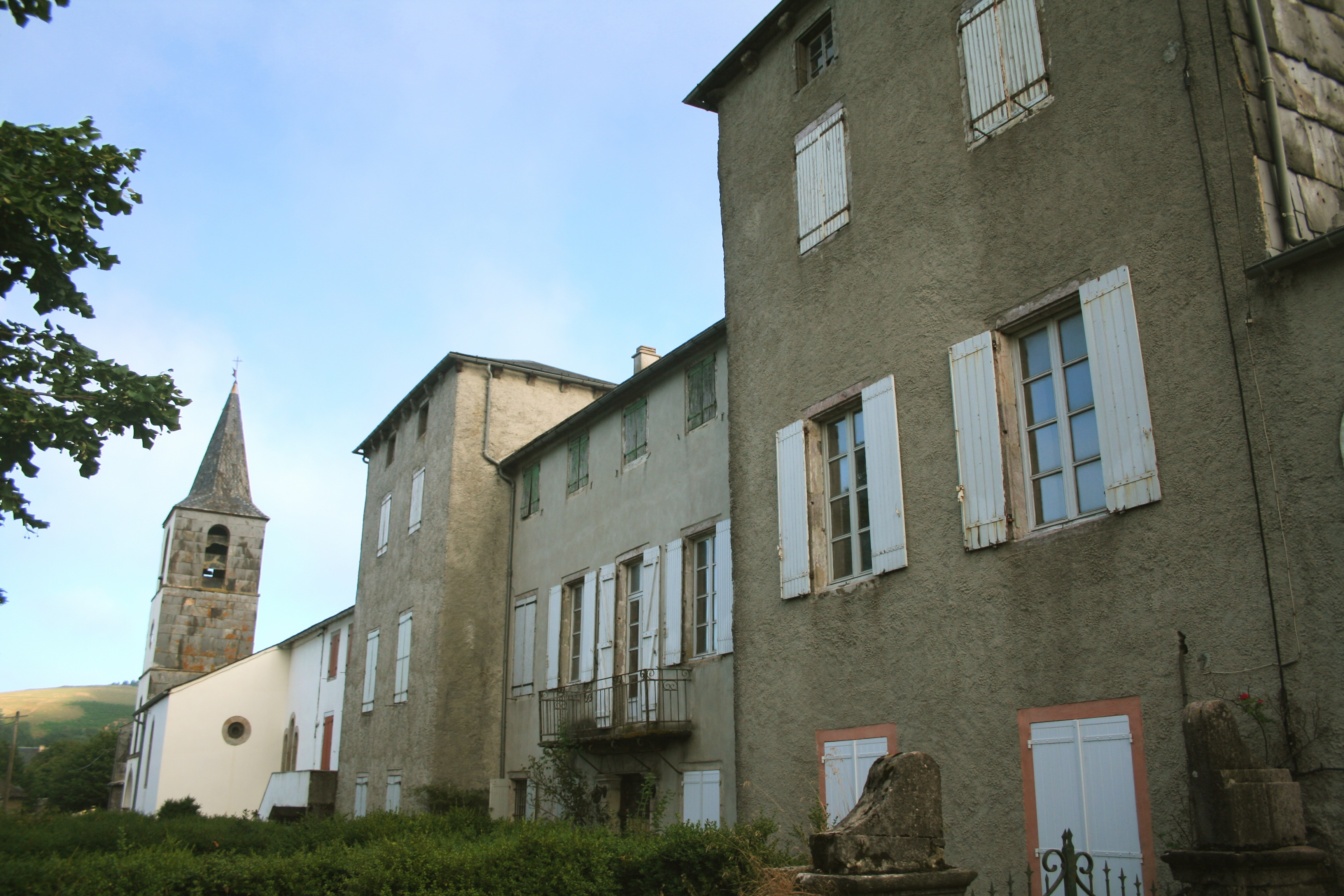
Замок Го
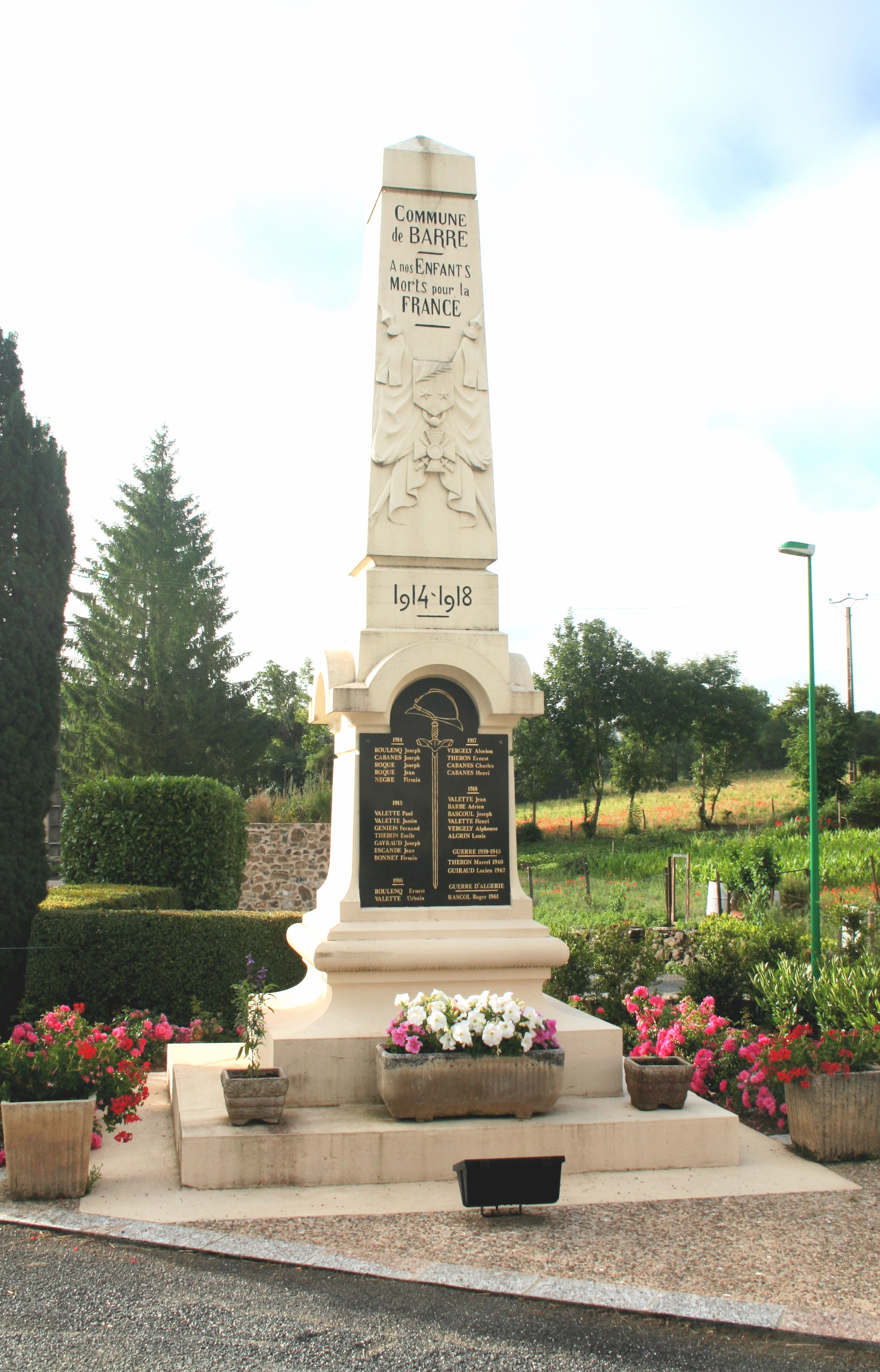
Военный мемориал
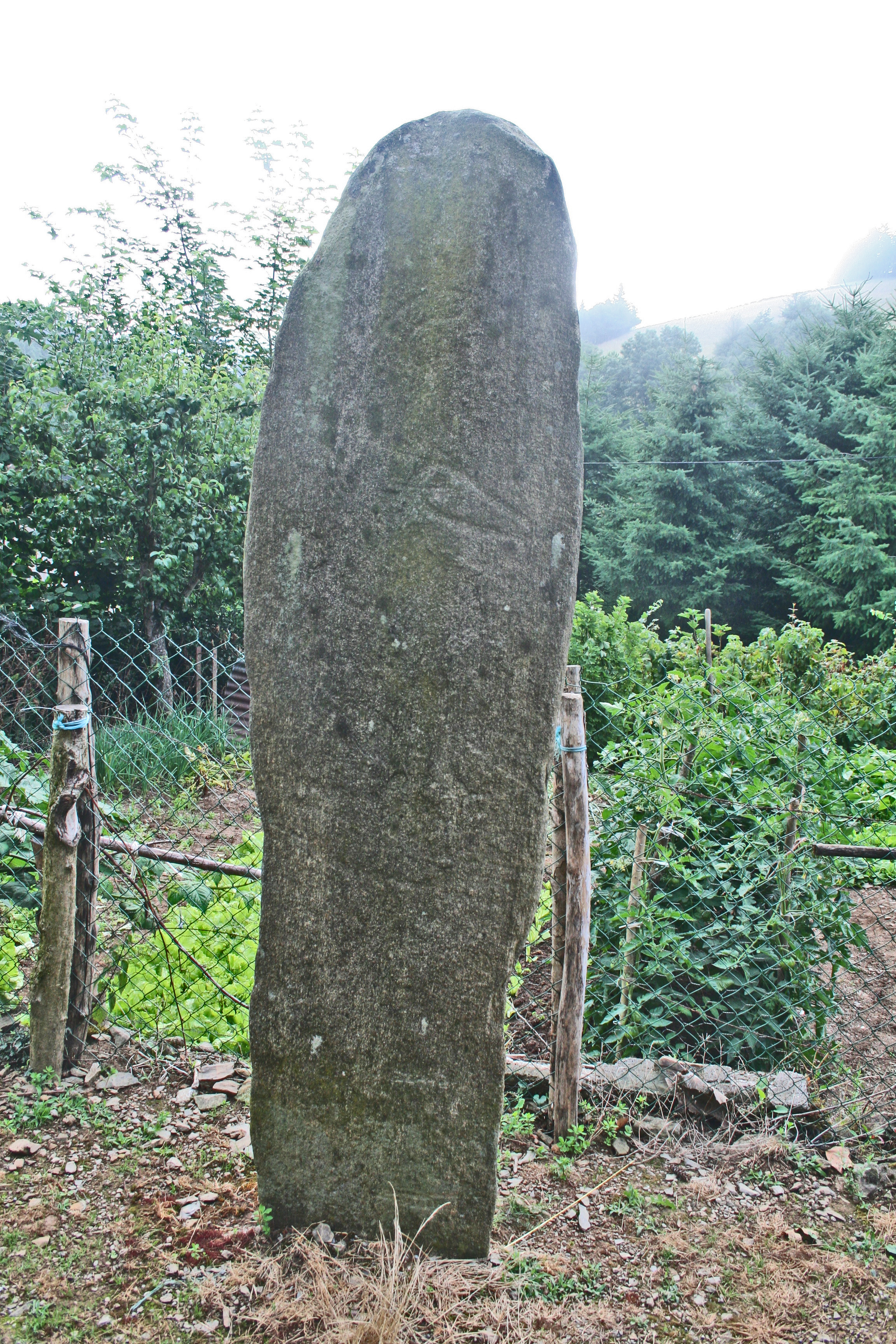
Статуя-менгир Кантуль
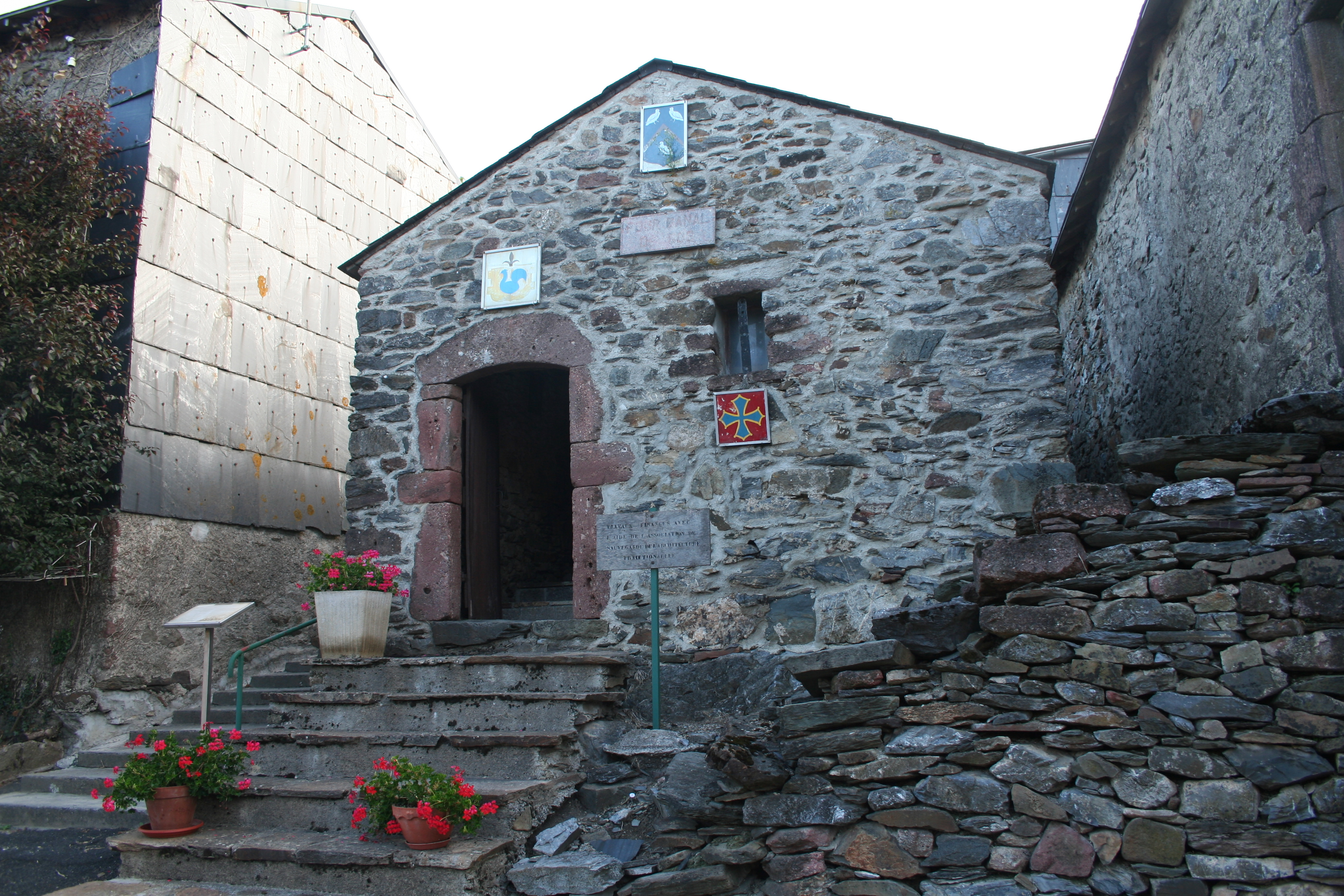
Печь
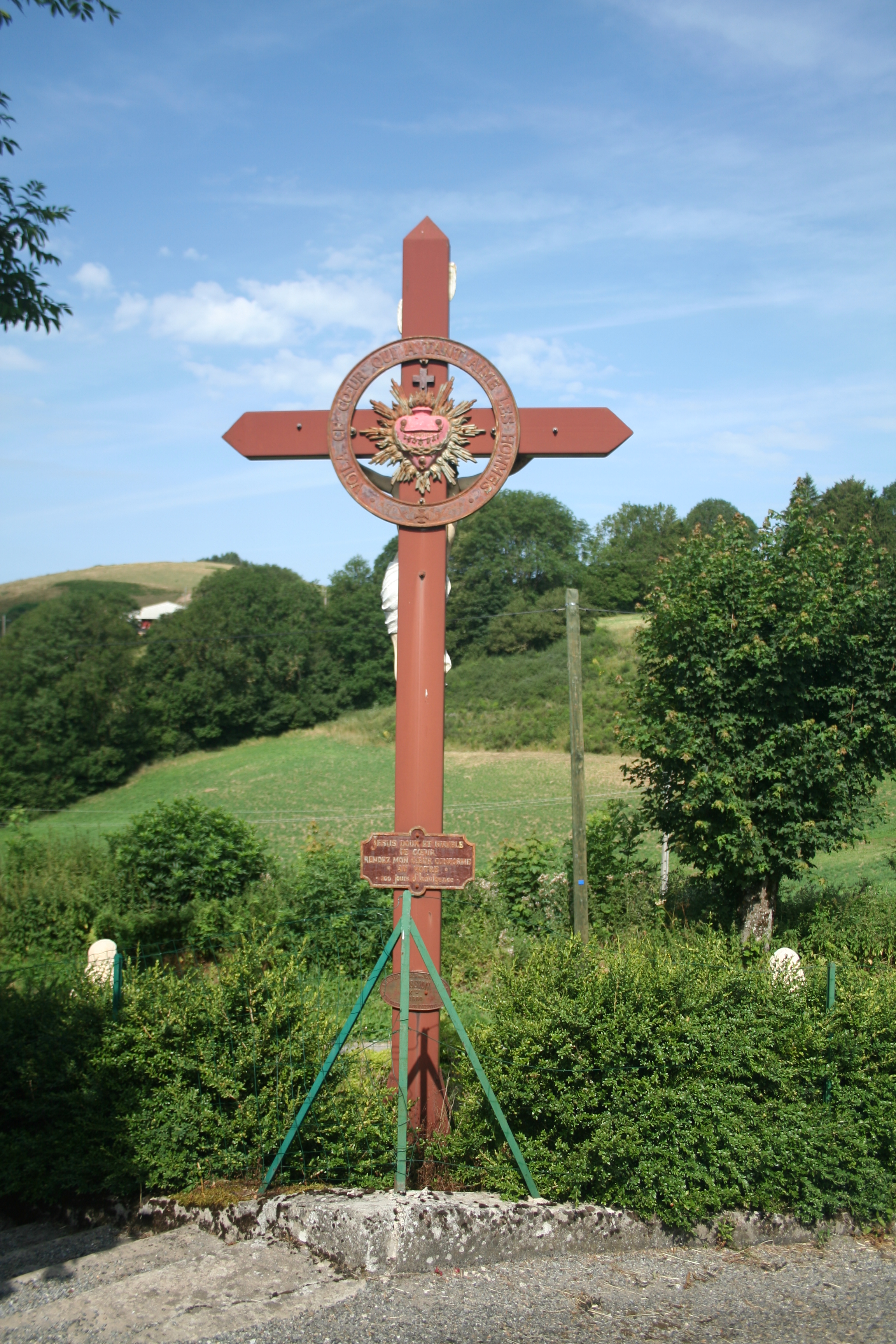
Крест